# WWF Super WrestleMania
WWF Super WrestleMania è un videogioco di tipo picchiaduro sul wrestling professionistico uscito nel 1992 per le console SNES e Sega Mega Drive, pubblicato da LJN e Flying Edge. Esso forma una trilogia insieme a WWF Royal Rumble e WWF RAW.

## Caratteristiche
Tutti i lottatori condividono lo stesso insieme di mosse standard di wrestling: Scoop Slam, Suplex, Dropkick, Clothesline, Hip Tosses ed Elbow Drops. La versione Mega Drive comprende anche una mossa finale per ciascun lottatore, che può essere eseguita in qualsiasi momento della partita. La versione SNES non contiene mosse finali, ma il suo roster è un po' più grande, con dieci wrestler rispetto a otto della versione Mega Drive. Gli unici wrestler presenti in entrambe le versioni sono Hulk Hogan, Randy Savage e Ted DiBiase. Esclusivi della versione Super NES sono Jake Roberts, The Undertaker, Sid Justice, The Legion of Doom e The Natural Disasters, mentre esclusivi della versione Genesis sono The Ultimate Warrior, Papa Shango, Irwin R. Schyster, The British Bulldog e Shawn Michaels.

## Modalità di gioco
Le modalità di gioco nella versione SNES sono tre: uno contro uno, tag team e Survivor Series. Nella versione Mega Drive è presente anche una modalità WWE Championship, in cui il giocatore deve scegliere un wrestler e deve sconfiggere una serie di avversari in match uno contro uno, per essere infine incoronato campione della WWF.

## Roster
- Animal*
- British Bulldog**
- Earthquake*
- Hawk*
- Hulk Hogan
- Irwin R. Schyster**
- Jake Roberts*
- Randy Savage
- Papa Shango**
- Shawn Michaels**
- Sid Justice*
- Ted DiBiase
- The Undertaker*
- Typhoon*
- The Ultimate Warrior**
- *=solo per SNES
- **=solo per Mega Drive

## Accoglienza
Il gioco ricevette recensioni "generalmente positive" dalla critica di settore. La rivista tedesca Aktueller Software Markt definì "soddisfacente" la versione Mega Drive/Genesis e "buona" la versione SNES. Computer and Video Games lo definì "il miglior gioco per due giocatori ovunque" ed elogiò particolarmente le sue capacità multiplayer. La Game Players Nintendo Guide lo descrisse come "un solido gioco di wrestling che avrebbe potuto essere uno dei migliori di sempre se non fosse stato per alcuni inconvenienti sostanziali. GameFan ebbe un'opinione per lo più positiva del versione per Genesis, lodando il gameplay, i controlli e la grafica. La rivista francese Joystick lo definì la migliore simulazione di wrestling su entrambe le console. Mean Machines Sega lo definì "un divertente gioco di wrestling (il migliore finora disponibile su Megadrive) che avrebbe potuto essere supportato con un po' più dal punto di vista pubblicitario". GamePro assegnò alla versione per Sega Genesis un voto di 13.5 su 20, mentre alla versione per Super Nintendo Entertainment System diede 17 su 25.